# ليزر ياقوتي

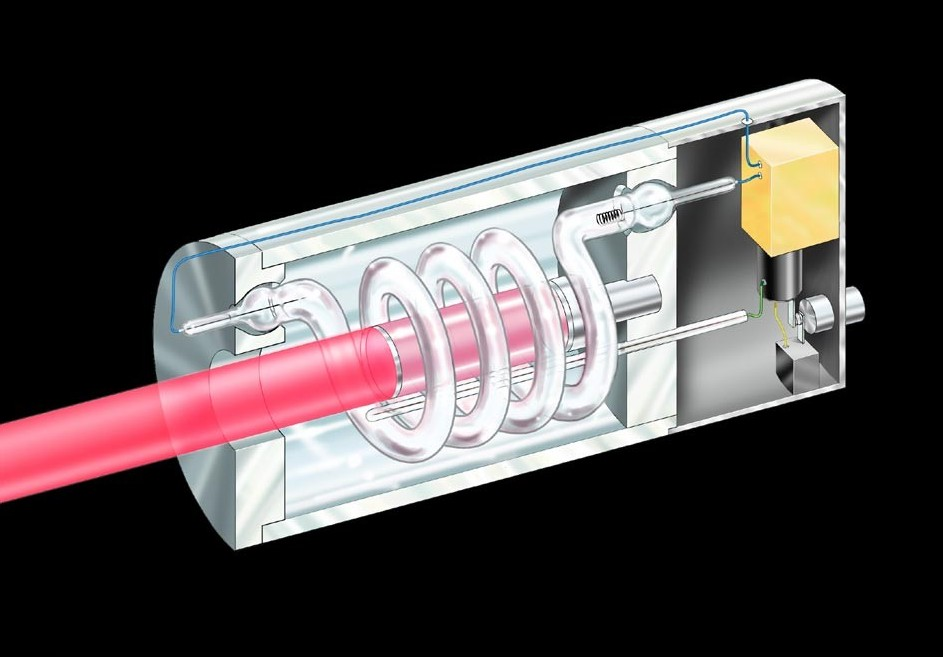
مخطط جهاز ليزر ياقوتي.

الليزر الياقوتي (أو ليزر الياقوت) هو نوع من أنواع ليزر الحالة الصلبة والذي يستعمل بلورة من الياقوت (معالجة بطريقة Verneuil process) كوسط فعال لليزر.
كان هذا الشكل من أول أشكال الحصول على الليزر، وذلك بجهد من العالم تيودور ميمان في مختبرات HRL Laboratories سنة 1960.
يصدر الليزر الياقوتي نبضات تشاهد في المجال المرئي عند طول موجة مقداره 694.3 نانومتر، وله لون أحمر، ويكون عمر النبضة الواحدة من مرتبة ميلي ثانية.

أجزاؤه

## اقرأ أيضاً
- ليزر نبضي
- انقلاب الإشغال